# Mikko Sirén
Pour les articles homonymes, voir Siren.

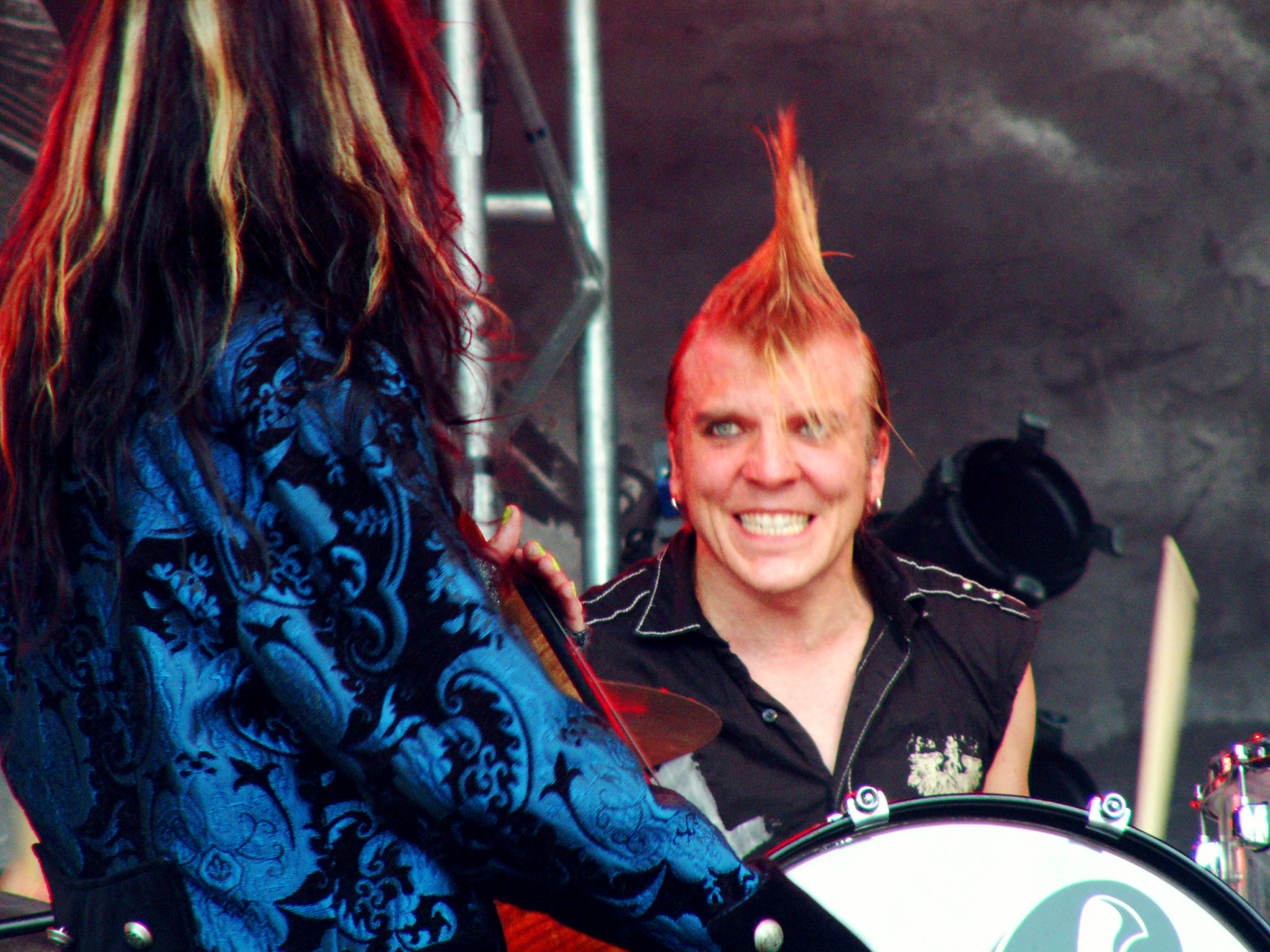
Mikko Sirén au Hellfest 2011

Mikko Sirén (né le 31 décembre 1975) est un batteur finlandais, notamment connu pour avoir été le batteur du groupe de metal finlandais Apocalyptica de 2005 à 2024 (et ancien membre de Megaphone).

## Biographie
Mikko Sirén est né le 31 décembre 1975 à Helsinki (Finlande).
Il participa de temps en temps aux concerts d'Apocalyptica dès 2003 mais ne devint un membre officiel qu'en 2005.
Mikko Sirén est connu pour avoir joué avec de nombreux groupes finlandais comme Ultra Bra, Kengurumeininki, Lapping Tongue, Syvä Sininen, Dust Company, Froot Soup et The Fantastic Opticists.
En 2003, Mikko a été invité à participer à la tournée de l'album 'Reflections' de Apocalyptica, car Dave Lombardo ne pouvait pas les accompagner par manque de temps. En décembre 2005 Perttu Kivilaakso a annoncé dans une interview que Mikko était maintenant membre officiel du groupe.
Quelques autres projets musicaux dans lesquels il a travaillé:
bande son du jeu vidéo MAG auprès de Perttu Kivilaakso;
Paper Rain avec Eicca Toppinen et Paavo Lötjönen;
ainsi que la bande son du film Musta jää (2007) de et avec Eicca Toppinen.
Depuis 2013, il est également batteur dans le groupe Emigrate, projet de Richard Zven Kruspe.
Mikko Sirén cite comme influences ses groupes préférés : The Beatles, Massive Attack, Ita-Saksa, Accu et ABBA.
Le 22 février 2024, Apocalyptica annonce que le groupe et Mikko se sont séparés à l'amiable.

## Discographie

### Apocalyptica
- Apocalyptica (2005)
- The Life Burns Tour (2006)
- Amplified: A Decade of Reinventing the Cello (2006)
- Worlds Collide (2007)
- 7th Symphony (2010)
- Wagner Reloaded: Live in Leipzig (2013)
- Shadowmaker (2015)
- Plays Metallica by Four Cellos - A Live Performance (2018)
- Cell-0 (2020)
- Plays Metallica Vol. 2 (2024)

### Megaphone
- Sencillo (2004)[3]

### Stella
- Kuuntelija (2004) (sur les titres "Aamun Kuiskaus", "Revin Kappaleiksi", "Piste" et "Suloinen")

### Eicca Toppinen
- Music for the Movie Black Ice (2007)[4] (sur les titres "Alone in the Dark", "Terror" et "Evil Ground")

### Elias Viljanen
- Fire-Hearted (2009)[5] (sur les titres "Supernatural", "Beautiful Piece", "Last Breath of Love", "Kiss of rain", "Fire-Hearted" et "One Tonight")

### AvecPerttu Kivilaakso
- MAG: S.V.E.R. (Original Soundtrack from the Video Game) (2010)

## Instrument

### Batterie
- Pearl
- Yamaha

### Cymbales
- Zildjian (K custom)